# Diocesi di Itapetininga
La diocesi di Itapetininga (in latino Dioecesis Itapetiningensis) è una sede della Chiesa cattolica in Brasile suffraganea dell'arcidiocesi di Sorocaba. Nel 2023 contava 419.000 battezzati su 458.000 abitanti. È retta dal vescovo Luiz Antônio Lopes Ricci.

## Territorio

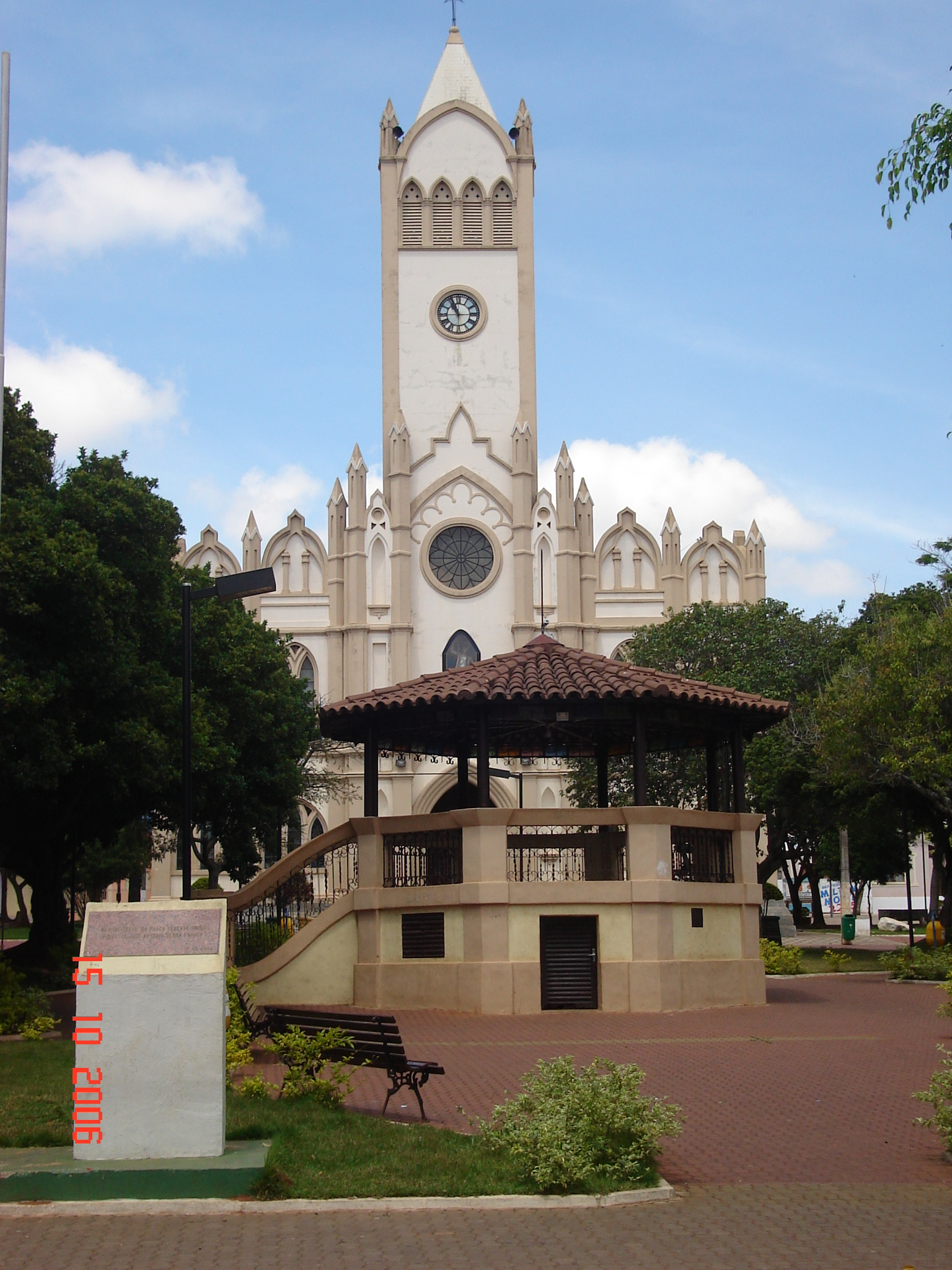
La basilica minore di San Michele arcangelo a São Miguel Arcanjo.

La diocesi comprende 15 comuni dello stato brasiliano di San Paolo: Itapetininga, Alambari, Angatuba, Campina do Monte Alegre, Capela do Alto, Cesário Lange, Guareí, Paranapanema, Pilar do Sul, Porangaba, Quadra, São Miguel Arcanjo, Sarapuí, Tatuí e Torre de Pedra; a questi si aggiunge il distretto di Campos de Holambra nel comune di Holambra.
Sede vescovile è la città di Itapetininga, dove si trova la cattedrale delle Allegrezze della Vergine Maria (Nossa Senhora dos Prazeres). A São Miguel Arcanjo sorge il santuario e basilica minore di San Michele arcangelo.
Il territorio si estende su una superficie di 8.144 km² ed è suddiviso in 42 parrocchie, raggruppate in 5 regioni pastorali: Itapetininga, Tatuí, Nord, Ovest e Sud.

## Storia
La diocesi è stata eretta il 15 aprile 1998 con la bolla Apostolicum munus di papa Giovanni Paolo II, ricavandone il territorio dall'arcidiocesi di Sorocaba e dalla diocesi di Itapeva.

## Cronotassi dei vescovi
Si omettono i periodi di sede vacante non superiori ai 2 anni o non storicamente accertati.
- Gorgônio Alves da Encarnação Neto, C.R. (15 aprile 1998 - 25 febbraio 2025 ritirato)
- Luiz Antônio Lopes Ricci, dal 25 febbraio 2025

## Statistiche
La diocesi nel 2023 su una popolazione di 458.000 persone contava 419.000 battezzati, corrispondenti al 91,5% del totale.
| anno | popolazione | popolazione | popolazione | presbiteri | presbiteri | presbiteri | presbiteri                | diaconi | religiosi | religiosi | parrocchie |
| anno | battezzati  | totale      | %           | numero     | secolari   | regolari   | battezzati per presbitero | diaconi | uomini    | donne     | parrocchie |
| ---- | ----------- | ----------- | ----------- | ---------- | ---------- | ---------- | ------------------------- | ------- | --------- | --------- | ---------- |
| 1999 | 300.000     | 380.000     | 78,9        | 29         | 27         | 2          | 10.344                    | 18      | 4         | 36        | 19         |
| 2000 | 350.000     | 430.000     | 81,4        | 29         | 27         | 2          | 12.068                    | 18      | 4         | 36        | 19         |
| 2001 | 305.000     | 310.000     | 98,4        | 29         | 27         | 2          | 10.517                    | 18      | 2         | 51        | 20         |
| 2002 | 330.000     | 379.000     | 87,1        | 28         | 25         | 3          | 11.785                    | 33      | 6         | 36        | 25         |
| 2003 | 350.000     | 380.000     | 92,1        | 30         | 27         | 3          | 11.666                    | 34      | 6         | 36        | 26         |
| 2004 | 546.000     | 635.000     | 86,0        | 33         | 30         | 3          | 16.545                    | 32      | 6         | 36        | 33         |
| 2006 | 375.000     | 388.000     | 96,6        | 32         | 29         | 3          | 11.718                    | 33      | 6         | 36        | 26         |
| 2013 | 389.000     | 424.000     | 91,7        | 51         | 49         | 2          | 7.627                     | 30      | 2         | 25        | 36         |
| 2016 | 398.000     | 434.000     | 91,7        | 54         | 51         | 3          | 7.370                     | 64      | 3         | 10        | 37         |
| 2019 | 407.600     | 444.480     | 91,7        | 57         | 54         | 3          | 7.150                     | 105     | 3         | 32        | 40         |
| 2021 | 414.000     | 451.540     | 91,7        | 50         | 49         | 1          | 8.280                     | 99      | 1         | 30        | 41         |
| 2023 | 419.000     | 458.000     | 91,5        | 52         | 50         | 2          | 8.057                     | 93      | 2         | 27        | 42         |